# Junonia leucophora
Junonia leucophora är en fjärilsart som beskrevs av Hans Fruhstorfer 1902. Junonia leucophora ingår i släktet Junonia och familjen praktfjärilar. Inga underarter finns listade i Catalogue of Life.